# Museo diocesano Leonello Barsotti
Il Museo diocesano Leonello Barsotti è un museo d'arte sacra di Livorno.

## Storia
Fortemente voluto dal vescovo Simone Giusti, la struttura è stata inaugurata il 22 dicembre 2008 ed ulteriormente ampliata, un anno dopo, il 22 dicembre 2009.

## Descrizione
Il nucleo originario del museo è ospitato nella ex-cappella pubblica dei Dottori della Chiesa nel Seminario Girolamo Gavi, ubicato nel cuore della città ottocentesca.
Qui sono conservate diverse opere d'arte di proprietà della Diocesi di Livorno, precedentemente sparse sul territorio, come un ostensorio risalente al 1692 in argento e metallo dorato, pregiate vesti liturgiche realizzate da importanti manifatture attive tra il XVII e XIX secolo, una raccolta di ex voto e un tabernacolo portatile donato all'inizio del XVII secolo dal granduca Ferdinando I de' Medici per il Duomo cittadino.
Tra i dipinti conservati, meritano di essere ricordate due tavole di scuola giottesca, provenienti dalla chiesa di San Jacopo in Acquaviva e depositate in passato presso il Museo nazionale di San Matteo, a Pisa.
In un ambiente al termine dello scalone al primo piano sono poi conservati i materiali tessili e i dipinti sei-settecenteschi. 
Inoltre, il museo è stato tra i primi d'Italia ad utilizzare la tecnologia del "bee tag", attraverso la quale i visitatori avevano la possibilità di apprendere notizie sulle opere esposte mediante l'uso del proprio telefono cellulare.